# Caméo-Ariel
Caméo-Ariel ou ancien palais de la soie est un ancien cinéma français situé à Metz dans le département de la Moselle en région Grand Est.

## Histoire

### Début
Il avait été construit par l'architecte Robert Dirr de mai 1913 à avril 1914 pour la vente de tissus, à l'emplacement de l'ancienne banque Simon.

### Cinéma messin
Ouvert le 31 janvier 1973, il comportait 4 salles et appartenait à la ville de Metz depuis les années 2000.
Un nouveau cinéma le remplace, Le Klub situé 5 rue Fabert, il a ouvert ses portes le 30 août 2018.

## Architecture
Construit sous l'annexion allemande, il dispose de rontons triangulaires et de colonnes ioniques.